# Адлер, Макс
Макс А́длер (15 января, 1873, Вена — 28 июня, 1937, Вена) — австрийский философ, социолог и педагог, один из лидеров австрийской социал-демократии, теоретик австромарксизма и неокантианского «этического социализма».

## Биография
Родился в еврейской семье коммерсанта; не связан родственными узами со своими однофамильцами — другими социал-демократами Виктором и Фридрихом Адлером.
В 1896 году получил в Вене учёную степень и стал заниматься юридической практикой. Независимо от учёбы изучал марксистскую теорию, а также историю и философию вместе с его друзьями, известными в будущем социал-демократами Карлом Реннером, Отто Бауэром и Рудольфом Гильфердингом; в 1903 году они оформили свой кружок в «Свободное объединение социал-демократических студентов и академиков».
Совместно с Гильфердингом Адлер учреждает издание «Магх-Studien», редактором которого был с 1904 по 1922 год. В 1919 году начал преподавать в «Шёнбрунновском кружке» — помещениях дворца Шёнбрунн, после свержения Габсбургов отведённых для учебных классов, где он вместе с единомышленниками, такими как Вильгельм Иерузалем и Альфред Адлер, осуществлял эксперименты в области образовательных реформ. С 1920 по 1937 год читал в Венском университете на правах внештатного профессора курсы социологии и социальной философии.
В отличие от остальных теоретиков австромарксизма, не стремился к практической политической деятельности и особенно к участию в органах власти. Лишь с 1919 по 1921 год он был членом регионального парламента Нижней Австрии. Примыкал к левому крылу Социал-демократической партии, был одним из идеологов «Двухсполовинного интернационала», выступал против любых компромиссов с «социал-шовинизмом», критиковал как ревизионизм Бернштейна и Реннера, так и большевизм. При этом к революции в России относился скорее сочувственно, а вклад Ленина и Троцкого в борьбу рабочего класса оценивал высоко как в практическом, так и в теоретическом смысле, ставя им в заслугу «открытие заново» учения Маркса и Энгельса о классовой борьбе и необходимости разрушения буржуазной государственной машины. Пытаясь найти альтернативу правому реформизму и сталинизму, сформулировал концепцию «левого социализма», в которой осуждал отход от классового характера и/или бюрократизацию левых партий.

## Труды
Его первая, так и не опубликованная, теоретическая работа (1894) была посвящена анархо-индивидуалисту Максу Штирнеру. В отличие от большинства марксистов, находил идеи Штирнера во многом совпадающими с марксистскими, даже считая того сторонником исторического материализма. Первой опубликованной (в «Магх-Studien» в 1904 году) была его работа «Казуальность и телеология в споре о руководстве», где он выступил с критикой «материалистического натурализма» (в мемуарах Отто Бауэра указывается, что за трансцендталистскими и квазирелигиозными мотивами у Макса Адлера стояло то, что он не мог примириться с идеей смертности человеческой души и в философии Канта видел обоснование бессмертия духа).
В духе неокантианства отвергал «вещь в себе» как объективную реальность. Отрицал разделение философии на два основных философских направления — материализм и идеализм. Толковал производственные отношения как «явления духовной жизни», отстаивая тождество общественного бытия и сознания. В Марксовой диалектике Адлер видит не более чем «исследовательскую максиму», ограничивая сферу её применения общественными науками.

## Сочинения
- Марксизм, как пролетарское мировоззрение. — Харьков: Гос. изд-во Украины, 1923 (типо-лит. им. Октябрьской революции Полтавск. гор. полиграфобъединения). — 44 с.; 23 см.
- Маркс как мыслитель. — Л.- М.: Издательское товарищество «Книга», 1924. (Л. : воен. тип. Штаба Р.-К.К.А.). — 135 с.; 21 см.
- В. И. Ленин. — 1924.
- Макс Штирнер и современный социализм // Штирнер М. Единственный и его собственность. — Харьков: Основа, 1994. — Стр. 485-495.